# Octobre 1778

## Événements
- 24 octobre : raid de Carleton. Incursion réussie des Anglais sur les rivages de l'État de New York et du lac Champlain dans le Vermont.

- 28 octobre, Québec : publication d’un manifeste par l’amiral français Charles-Henri, comte d’Estaing, dans lequel il propose aux « Français d’Amérique » se s’allier aux États-Unis[1]. Distribué clandestinement et affiché à la porte de quelques églises, le manifeste provoque l’ire du nouveau gouverneur Haldimand.

## Naissances
- 8 octobre : Hyacinthe-Louis de Quélen, archevêque de Paris.
- 22 octobre : Jacques-Antoine Delpon (mort en 1833), homme de lettres et archéologue français.

## Décès
- 2 octobre : Françoise Duparc, peintre française (° 15 octobre 1726).